# Maggiora
Maggiora war ein italienisches Karosseriebauunternehmen. Es produzierte unter anderem die Fiat Barchetta sowie das von Gianna Maggiora entworfene Lancia Kappa Coupé in Handarbeit, aber auch andere Personenwagen wurden zu Coupés und Cabriolets veredelt; ferner fertigte die Firma auch Einzelstücke und Prototypen. Maggiora beschäftigte zeitweise bis zu 430 Mitarbeiter in Moncalieri, Chivasso und Val di Sangro-Atessa (als Zulieferer am Werk von Sevel Süd). 1998 belief sich der Umsatz auf 145,6 Mio. €.

## Unternehmensgeschichte
Gründer des Unternehmens waren Arturo Maggiora und Vittorio Viotti. Arturo Maggiora hatte in den 1930er-Jahren als Produktionsleiter für das Turiner Karosseriebauunternehmen Carrozzeria Viotti gearbeitet.
1946 gründeten beide als gleichberechtigte Partner das Unternehmen Martelleria Maggiora, das zunächst in Turin ansässig war. Drei Jahre später übernahm die Familie Maggiora sämtliche Unternehmensanteile. Der Betrieb war bis 1951 vertraglich eng an Viotti gebunden, als dessen Subunternehmer Maggiora in dieser Zeit fungierte. Nach dem Ende der Beziehung zu Viotti verlegte Maggiora den Betrieb nach Moncalieri. Hier entstanden Prototypen, Einzelstücke und Kleinserien im Auftrag verschiedener europäischer Hersteller. 1978 wurde Maggiora eine Aktiengesellschaft und bekam den Namen Ilca Maggiora S.p.A. (ILCA = Industria Lavorazione Carrozzerie Auto). Nach dem Tod Arturo Maggioras 1985 ging die Leitung des Unternehmens auf seine Kinder Vincenzo (* 17. November 1926), Mauro und Bruno (* 30. November 1936) sowie Giuseppina (* 20. August 1936) über.
1993 übernahm Maggiora vom Fiat-Konzern das Lancia-Werk in Chivasso, das zu dieser Zeit erst 30 Jahre alt war, den Anforderungen an eine moderne Großserienproduktion nicht mehr genügte. In Chivasso baute Maggiora vor allem Nischenprodukte für Fiat. Weiterhin wurde bei Maggiora mit erneuerbaren Energiequellen (z. B. Methan) geforscht.
2003 war Maggiora insolvent. Die Fertigung von Kleinserien und Einzelstücken wurde aufgegeben, Fiat übernahm die Werkzeuge der Barchetta und baute sie in einem eigenen Werk weiter. Das Werk Chiavasso wurde von NCT (Nuova Carrozzeria Torinese) übernommen. Stola übernahm die ILCA SpA. Die verbliebenen Standorte Carmagnola und Arbatax wurden für die Fertigung des Mopeds Hupper („by Maggiora“) umgebaut. Das jetzige Unternehmen hat jedoch bis auf die Werkshallen nichts mehr mit der ursprünglichen Automanufaktur Maggiora gemeinsam.

## Von Maggiora gebaute Autos
In Moncalieri baute Maggiora im Auftrag von Pietro Frua u. a. die Karosserien für den Glas 1300 und 1700 GT sowieso im weiteren Verlauf für den BMW 1600 GT (1963–1968), Glas V8 (1965) und den Maserati Mistral (1963). Weitere Auftraggeber dieser Zeit waren Alfa Romeo, Fiat, Lancia und später auch De Tomaso. Nachdem Erich Bitter die Verträge mit OCRA in Turin gekündigt hatte, erhielt Maggiora den Auftrag zum Bau der Karosserien für das Bitter SC Coupé (1982) und den Bitter SC Sedan (1984). Für Bristol Cars fertigte Maggiora als Subunternehmer Zagatos die Rohkarosserien für den 412 bzw. Beaufighter.
Nach der Übernahme des Chivasso-Werks fertigte dort noch ein letztes Jahr das sportliche Spitzenmodell des Lancia Delta, Integrale Evoluzione, wobei auch Sonderwünsche von Kunden berücksichtigt wurden, etwa ein individuelles Fahrzeug für Laurent-Désiré Kabila.
1995 begann im Auftrag von Fiat die Fertigung der Barchetta. Maggiora entwickelte auch das Barchetta Coupé, das jedoch ein Einzelstück blieb; dessen Serienfertigung scheiterte zum einen an freien Kapazitäten, zum anderen daran, dass Fiat mit dem von 1995 bis 2000 bei Pininfarina produzierten Fiat Coupé dieses Marktsegment bereits anderweitig bediente. 1996 wurde das von Gianna Maggiora entworfene Lancia Kappa Coupé präsentiert und Maggiore übernahm die Kleinserienfertigung, diese wurde jedoch mit der Einstellung des Lancia Kappa im Jahr 2000 beendet. Daraufhin entwickelte man die Studie Granturismo Lancia auf Basis des Nachfolgemodells Lancia Thesis und präsentierte diese zwei Jahre später. Zu einer Serienfertigung kam es nicht mehr.

## Als Zulieferer
Die Tochtergesellschaft Irma S.p.A. in Atessa fertigte Blechmontagegruppen für die Fiat-Modelle Ducato und Punto, und die Emmedue S.r.l. im Werk Chiavasso fertigte Innenausstattungen für PKW. Maggiora versuchte die Abhängigkeit von Fiat zu verringern, indem man sich als Zulieferer um Aufträge von VW, Audi und BMW bewarb, erhielt jedoch keinen Auftrag.

## Bei Maggiora gefertigte Fahrzeuge (Auswahl)
- Alfa Romeo 2000 Touring
- Bitter SC
- Bristol 412
- Fiat 2300 S Coupé
- Fiat Barchetta
- Glas GT
- Lancia Aurelia B20
- Lancia Flaminia Touring
- Lancia Kappa Coupé
- Maserati Mistral
- De Tomaso Mangusta
- De Tomaso Pantera

## Galerie

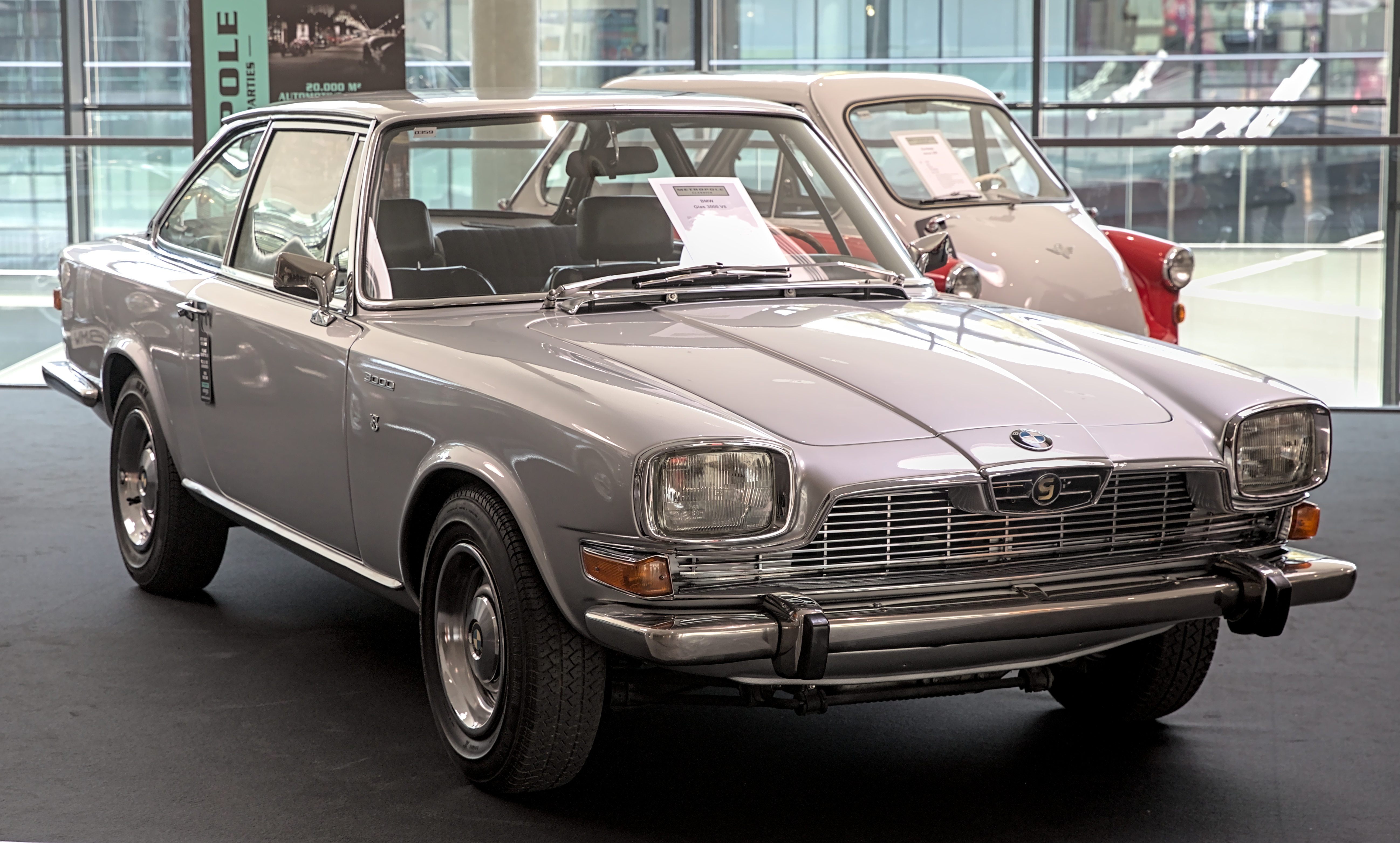
Glas V8
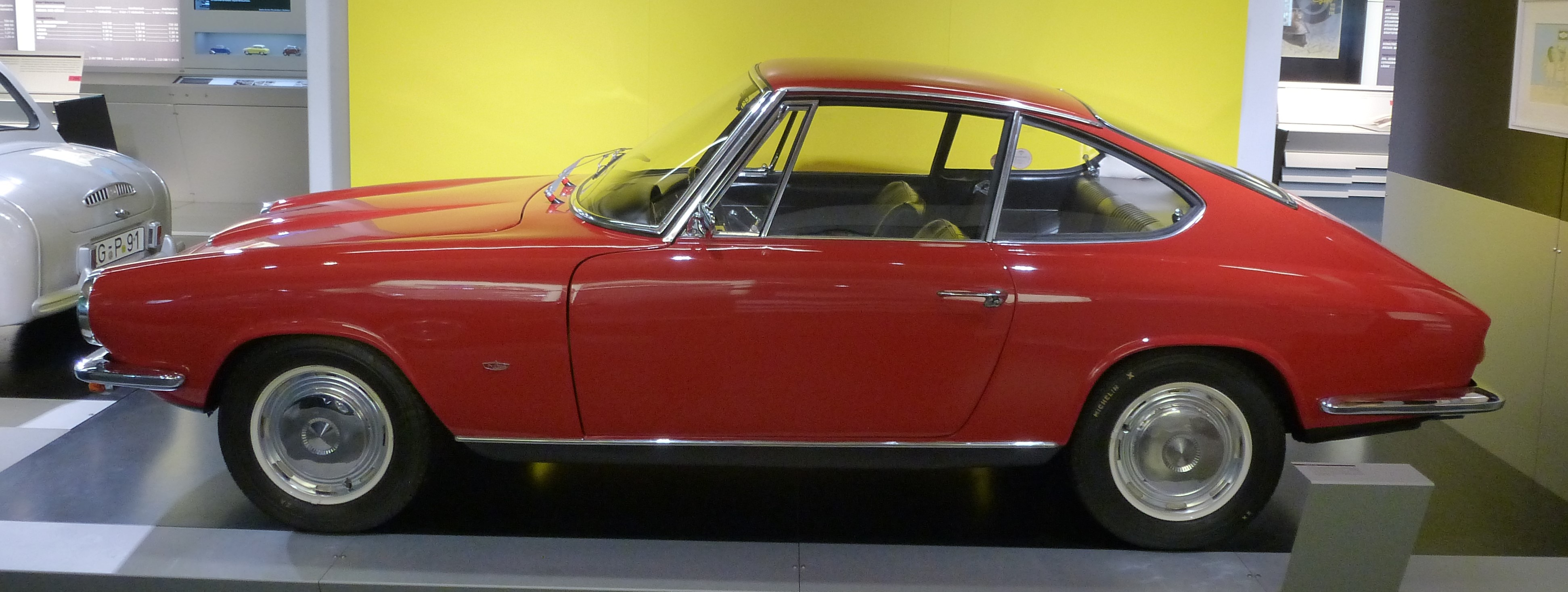
Glas 1700 GT Coupe
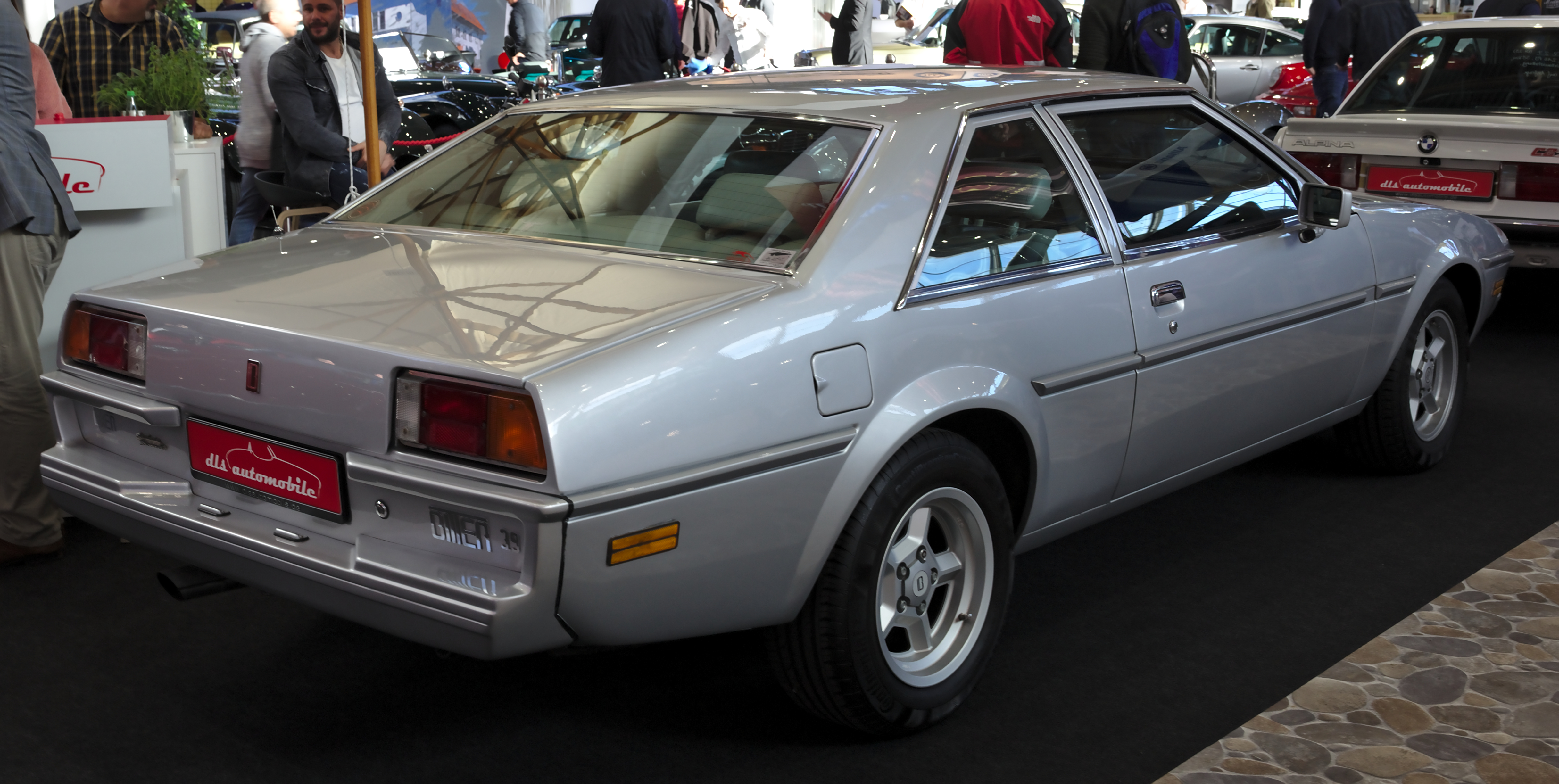
Bitter SC
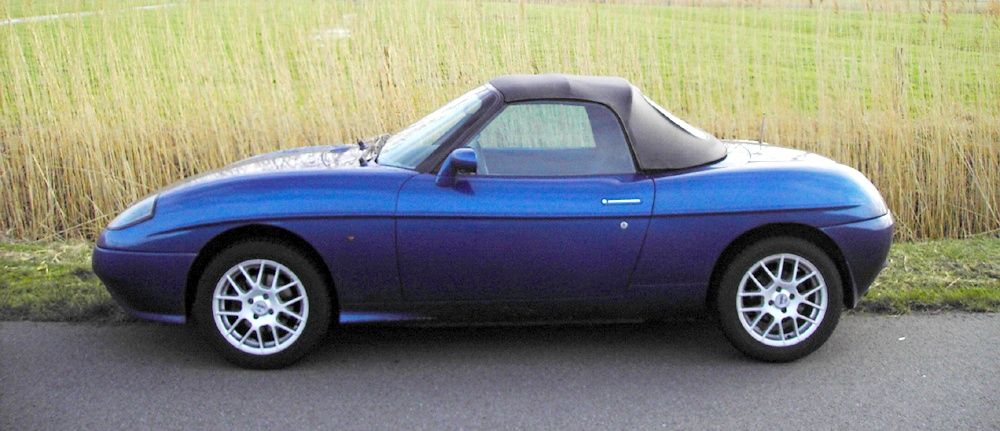
Fiat Barchetta
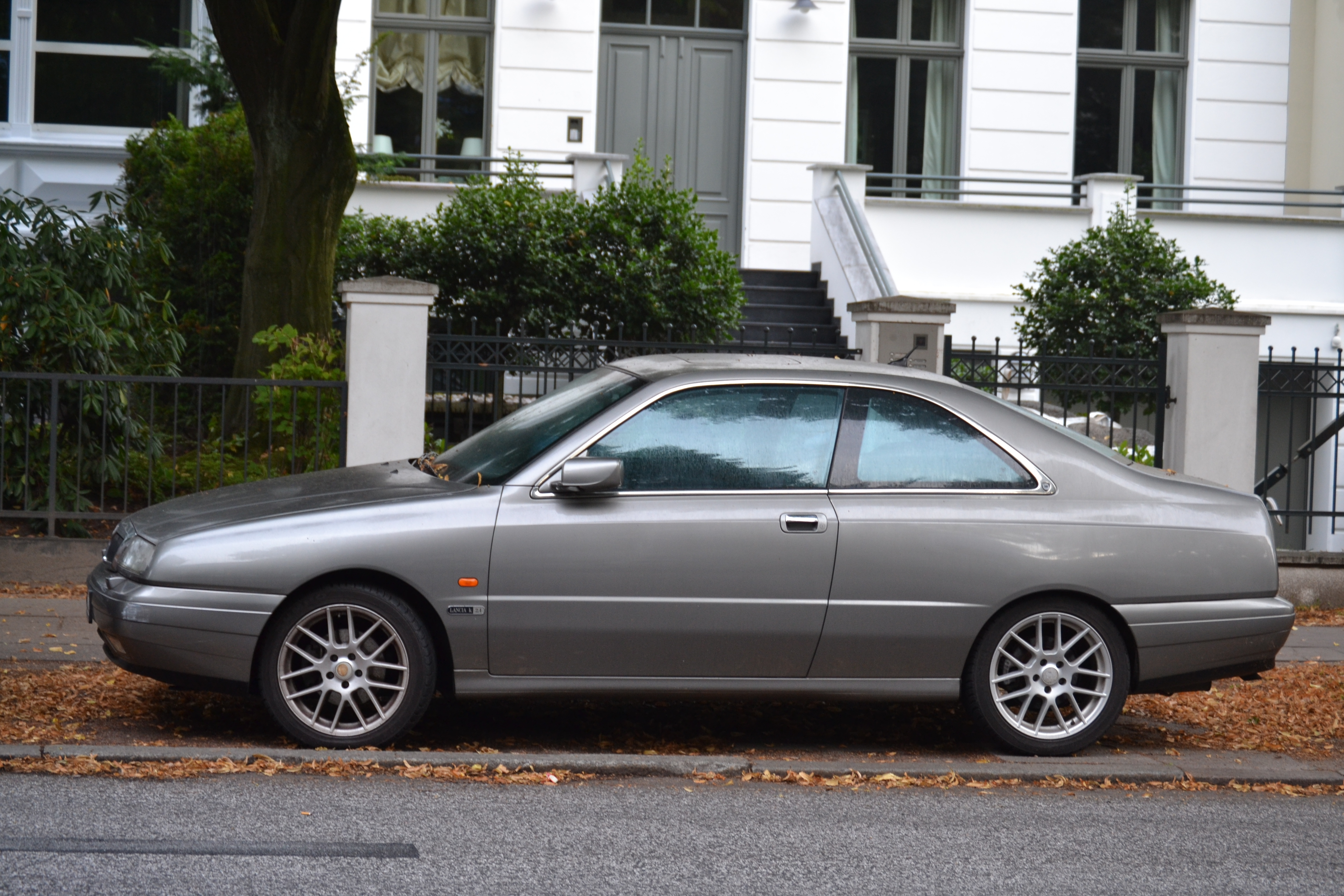
Lancia Kappa Coupé